# Калаподешть
Калаподешть, Калаподешті (рум. Calapodești) — село у повіті Бакеу в Румунії. Входить до складу комуни Дялу-Морій.
Село розташоване на відстані 231 км на північний схід від Бухареста, 38 км на південний схід від Бакеу, 93 км на південь від Ясс, 116 км на північний захід від Галаца.

## Населення
За даними перепису населення 2002 року у селі проживали 62 особи, усі — румуни. Усі жителі села рідною мовою назвали румунську.